# BMW R 1150 GS
Die BMW R 1150 GS ist ein als Reiseenduro konzipiertes Motorradmodell des Fahrzeugherstellers BMW, das von Herbst 1999 bis 2003 im BMW-Werk Berlin in Spandau produziert wurde.
Das geländegängige Motorrad stand seit seiner Markteinführung im September 1999 in Deutschland und vielen anderen Märkten ganz vorne in der Zulassungsstatistik und war von 2001 bis 2003 das meistverkaufte Motorrad in Deutschland. Insgesamt wurden 58.023 Stück hergestellt.
Das Motorrad wird wie alle Modelle der R-Reihe von einem Boxermotor angetrieben. Die Modellbezeichnung GS bedeutet Gelände/Straße, der interne Werkscode lautet R21.

## Technische Daten

### Motor

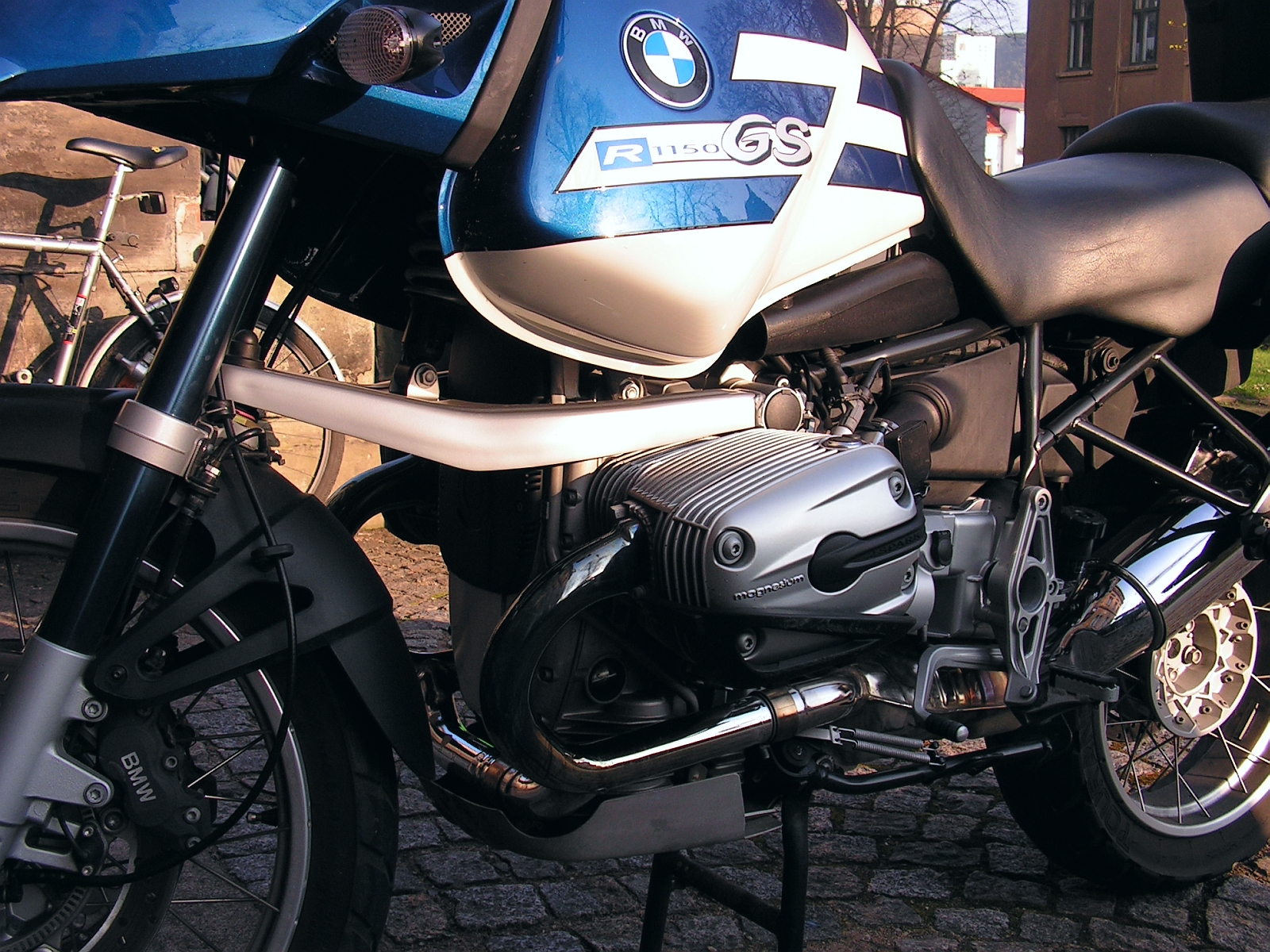
2-Zylinder-Viertakt-Boxermotor

Der luft- und ölgekühlte Boxermotor erzeugt aus 1130 cm³ Hubraum eine Nennleistung von 62,5 kW (85 PS) und ein maximales Drehmoment von 98 Nm bei einer Drehzahl von 5250 min−1. Der Zweizylindermotor hat pro Zylinderkopf zwei Ein- und zwei Auslassventile und je eine hochliegende, über Zahnräder und Kette getriebene Nockenwelle und Kipphebel. Der Viertaktmotor hat eine längsliegende Kurbelwelle, eine Nasssumpfschmierung, eine elektronische Saugrohreinspritzung und ein elektronisches Motormanagement. Die Zylinderbohrung wurde gegenüber dem Vorgängermodell von 99 auf 101 mm Durchmesser vergrößert. Die zwei Kolben haben einen Hub von 70,5 mm bei einem Verdichtungsverhältnis von 10,3:1. Die Zylinderköpfe und die Kurbelwelle stammen von der BMW R 1100 S. Die Zylinderkopfabdeckungen sind aus Magnesium.

### Kraftübertragung
Der Primärtrieb erfolgt über Getrieberäder, die Krafttrennung über eine hydraulisch betätigte Einscheibentrockenkupplung. Das klauengeschaltete Getriebe hat sechs Gänge, der Sekundärantrieb einen Kardanantrieb. Der sechste Gang ist serienmäßig als Overdrive ausgelegt.

### Fahrwerk
Das Fahrwerk besteht aus einem mittragenden Motorblockverbund mit geschraubtem Hilfsrahmen vorne und hinten. Die längslenkergeführte Teleskopgabel mit einem Standrohrdurchmesser von 35 mm hat eine verstellbare Federbasis. Die Zweigelenk-Einarmschwinge aus Aluminiumguss hat ein direkt angelenktes Zentralfederbein mit verstellbarer Federbasis und Zugstufendämpfung. Die EVO-Doppelscheibenbremse von Brembo am Vorderrad hat einen Durchmesser von 305 mm, Vierkolbensättel und schwimmend gelagerte Bremsscheiben. Die Scheibenbremse am Hinterrad hat einen Durchmesser von 276 mm und einen Doppelkolbensattel. Optional war ein Antiblockiersystem mit getrennten Bremskreisen vorne/hinten (ABS-II) oder ein teilintegrales Antiblockiersystem mit Bremskraftverstärker (ABS-III) erhältlich. Beide ABS Varianten sind z. B. für den Einsatz im Gelände abschaltbar. Die Bereifung der Kreuzspeichenräder hat vorne die Maße 110/80-ZR19 und hinten 150/70-ZR17. Der Lenkkopfwinkel beträgt 64 Grad, der Nachlauf 115 mm, der Federweg vorne 190 mm und hinten 200 mm. Der Ölkühler ist im Rahmen integriert. Die Starterbatterie hat eine Kapazität von 19 Ah und versorgt den elektrischen Anlasser. Der Drehstromgenerator der Lichtmaschine erzeugt eine elektrische Leistung von 600 Watt.

### Maße und Gewichte

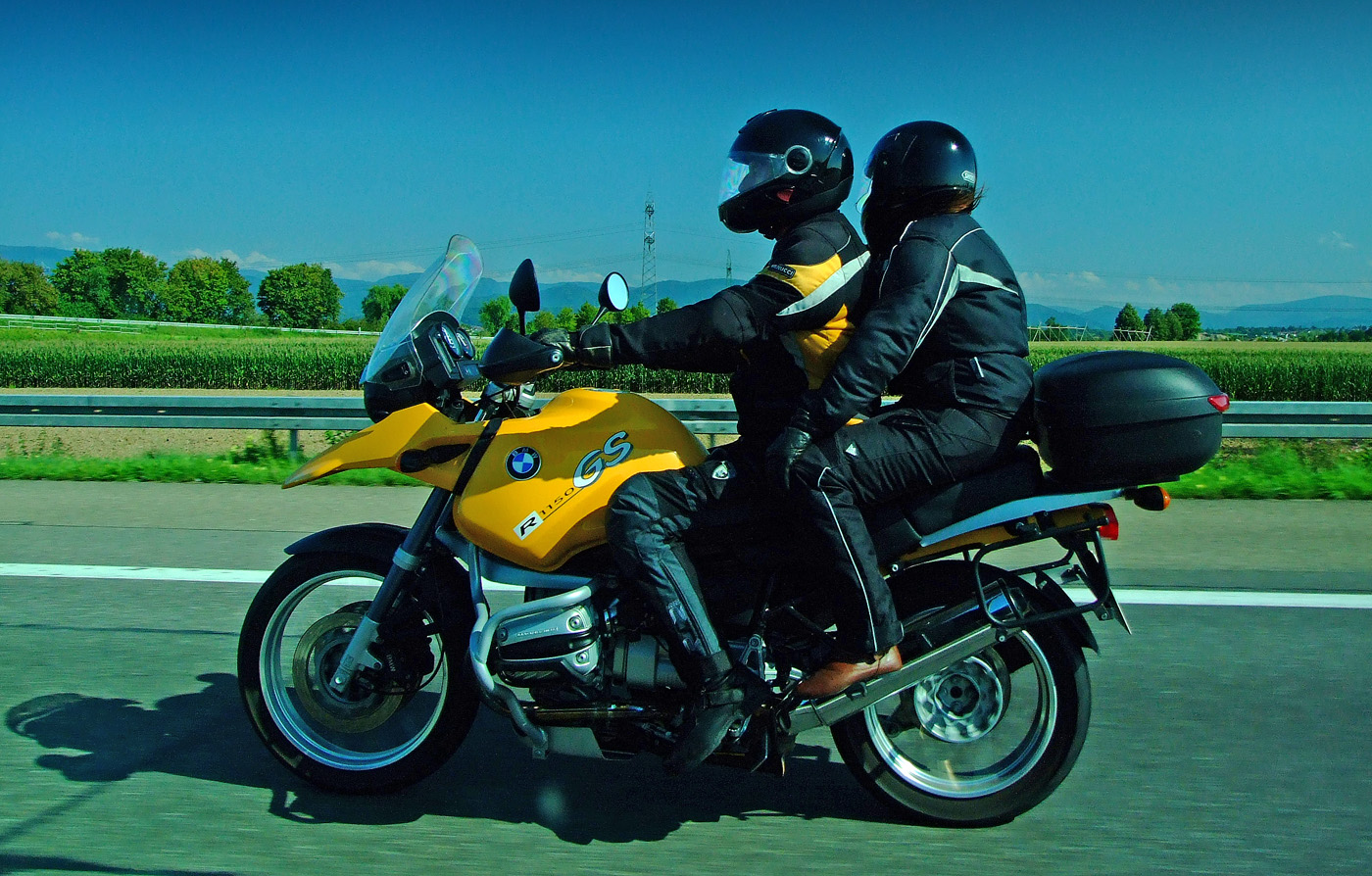
In Sonnengelb mit Kofferbox

Die Sitzhöhe ist von 84 bis 86 cm einstellbar. Betankt wiegt das Motorrad 271 kg, die maximale Zuladung beträgt 197 kg und das zulässige Gesamtgewicht 460 kg.

### Kraftstoffversorgung
Der Kraftstofftank fasst 22,1 Liter, davon sind 4 Liter Reserve. Gemischaufbereitung und Zündzeitpunkt steuert eine Motronic MA 2.4 mit Schubabschaltung. Der Hersteller empfiehlt die Verwendung von bleifreiem Motorenbenzin mit einer Klopffestigkeit von mindestens 95 Oktan, jedoch sind auch Kraftstoffe mit nur 92 Oktan verwendbar. Der durchschnittliche Kraftstoffverbrauch liegt bei 5,6 Liter auf 100 km bei einer Geschwindigkeit von 120 km/h. Die Abgase behandelt ein geregelter Drei-Wege-Katalysator mit Lambdasonde nach. Die Auspuffanlage aus verchromtem rostfreiem Stahl hat zwei Abgaskrümmer, deren Durchmesser gegenüber denen des Vorgängermodells von 38 auf 45 mm vergrößert ist.

### Farben
Das Motorrad wurde in den Lackierungen Gelb (Sonnengelb), Orange (Mandarin), Schwarz, Silbermetallic, Graphitmetallic und Blaumetallic/Weiß angeboten. Für die Sitzbank standen Bezüge in Schwarz und Rot zur Auswahl, bei der Adventure-Ausführung grau/rot, blau/grau und gelb/schwarz.

### Variationen
Es wurde zudem noch ein Modell mit dem Beinamen „Adventure“ angeboten. Hier wurden diverse Teile für bessere Off-Road-Eigenschaften geändert. So weist die Adventure einen um 20 mm erweiterten Federweg vorne wie hinten auf. Ferner wurde das Windschild geändert. Als Sonderzubehör war ein 30L Tank, Nebelscheinwerfer und ein spezieller Schutzbügel für den Motor lieferbar. Schließlich gab es ein Alu-Koffersystem, welches nur für die Adventuremodelle lieferbar war.

## Kritiken
„Die R1150GS ist eher eine Weiterentwicklung als ein neues Motorrad, aber sie wurde in einigen Punkten mit sehr nützlichen Verbesserungen ausgestattet. Daher ist sie sicherlich besser als die R1100, wenngleich man doch ein paar zusätzliche Veränderungen hätte vornehmen können.“

„Bei 84 PS ist der Zenit bereits erreicht, für den zügigen Überlandflug sind das allemal genug. Womit sich die nicht berauschende Drehfreudigkeit des Boxers gut verschmerzen lässt. Bei 7000/min ist die Luft raus, tausend Umdrehungen später ist endgültig Feierabend. Mehr Drehzahlen wollen die BMW-Konstrukteure der komplizierten Ventilsteuerung nicht zumuten.“

„Der 1150er-Boxer gilt als robust und kann bei guter Pflege locker die 100.000-Kilometer-Hürde knacken. Problematisch ist maximal eine – BMW-typische – Serienstreuung. Schaltschläge aus dem Getriebe, Vibrationsverhalten, Konstantfahrruckeln und Geräusche aus dem Antriebsstrang können bei manchen Maschinen stärker als gewohnt in Erscheinung treten.“